# Daniele Archibugi
Daniele Archibugi, né le 17 juillet 1958 à Rome, est un économiste et théoricien politique italien. Ses travaux portent sur les aspects politiques et économiques des processus de transformation technologique ainsi que sur la théorie politique des relations internationales.

## Biographie
Il étudie l'économie à l'Università La Sapienza de Rome, où il soutient sa maîtrise sous la direction de Federico Caffè. Ensuite, il obtient sa thèse (D. Phil.) au centre de recherche SPRU de l'université du Sussex, où il travaille sous la direction de Christopher Freeman et de Keith Pavitt.
Il enseigne aux universités de Sussex, Naples, Cambridge et Rome. Pendant l'année académique 2003-2004, il est Leverhulme Visiting Professor à la London School of Economics, où il est affilié au Centre for the Study of Global Governance. Dans l'année suivante, 2004-2005, il est Lauro de Bosis Visiting Professor auprès de l'université Harvard, où il est affilié au Minda de Gunzeberg Center for European Studies. En juin 2006 il est nommé professeur honoraire à l'université du Sussex et juin 2016, Membre d'honneur du Réseau de Recherche sur l'Innovation.
Il travaille au Conseil national de la recherche italien à Rome et à Birkbeck College, Université de Londres.

## Démocratie cosmopolitique
Daniele Archibugi est, avec David Held, l'une des figures-clé dans le développement d'un projet de démocratie cosmopolitique, en particulier, et d'une pensée du cosmopolitisme contemporaine, en général. Il a prôné une série de réformes substantielles dans les organisations internationales, y compris les Nations unies et l'Union européenne. Il est parmi les défenseurs de l'idée d'un Parlement mondial à élection directe.

## Justice mondiale
Partisan de la responsabilité individuelle des dirigeants en cas de crimes internationaux, Archibugi soutient également activement, depuis la chute du mur de Berlin, la création d'une Cour pénale internationale, collaborant à la fois avec les juristes de la Commission du droit international des Nations unies et avec le gouvernement italien. Au fil des ans, il devient de plus en plus sceptique quant à l'incapacité des tribunaux internationaux à incriminer les plus forts. Il se tourne vers d'autres instruments quasi judiciaires de protection des droits de l'homme tels que la Commissions vérité et réconciliation et le Tribunaux d'opinion,.

## Globalisation de l'innovation
Daniele Archibugi est président du groupe d'experts de l'Espace européen de la recherche travaillant sur la collaboration internationale dans les sciences et le développement technologique.
En tant que tel, il met l'accent sur les dommages que le déclin démographique en Europe associé à la baisse des vocations scientifiques dans les jeunes générations sont en train de causer. En effet, cela produira une diminution importante dans la main d'œuvre qualifiée et cela en très peu de temps. Ce qui va se traduire par le risque d'un déclin dans les standards de vie des européens et cela surtout dans des domaines essentiels tels la recherche médicale, les technologies informatiques et les industries de la connaissance. Daniele Archibugi a donc exprimé la nécessité de reconsidérer la politique européenne d'immigration pour permettre l'accès d'au moins deux millions d'étudiants qualifiés dans les sciences et dans l'ingénierie provenant des pays en voie de développement.

## L'économie de la reconstruction après les crises économiques
En tant qu'érudit du cycles économiques, Archibugi combine la perspective keynésienne dérivée de ses mentors Federico Caffè, Hyman Minsky et Nicholas Kaldor avec la perspective schumpétérienne dérivée de Christopher Freeman et de l'Unité de recherche sur les politiques scientifiques (SPRU) de Université de Sussex. En combinant les deux perspectives, Archibugi fait valoir que pour sortir d'une crise, un pays doit faire un effort majeur pour entrer dans les industries émergentes. En l'absence d'esprit d'entreprise dans le secteur privé, le secteur public doit développer la capacité managériale d'exploiter les opportunités scientifiques et technologiques, protéger également les bien public. Cela acquiert plus de pertinence face à des événements majeurs, notamment la crise environnementale et la crise économique créées par Covid-19.

## Publications

### Relations internationales
- (en) Daniele Archibugi et David Held, Cosmopolitan Democracy. An Agenda for a New World Order, Polity Press, 1995.
- (en) Daniele Archibugi, David Held et Martin Koehler, Reimagining Political Community. Studies in Cosmopolitan Democracy, Polity Press, 1998.
- (en) Daniele Archibugi, Debating Cosmopolitics, Verso Books, 2003.
- (en) Daniele Archibugi, The Global Commonwealth of Citizens. Toward Cosmopolitan Democracy, Princeton University Press, 2008 (ISBN 9780691134901).
- Daniele Archibugi, La Démocratie cosmopolitique. Sur la voie d'une démocratie mondiale, Paris, Éditions du Cerf, 2009 (ISBN 978-2-204-08800-8).
- (en) Daniele Archibugi et Guido Mondani, European Democracy and Cosmopolitan Democracy, The Altiero Spinelli Institute for Federalist Studies, 2011 (ISBN 978-88-89495-05-6).
- (en) Daniele Archibugi, Mathias Koenig-Archibugi et Raffaele Marchetti, Global Democracy: Normative and Empirical Perspectives, Cambridge University Press, 2011 (ISBN 978-0-521-17498-5).
- (en) Daniele Archibugi et Alice Pease, Crime and Global Justice: The Dynamics of International Punishment, Polity Press, 2018 (ISBN 978-1509512621).

### Innovation technologique
- (en) Daniele Archibugi et Mario Pianta (préf. Jacques Delors), The Technological Specialization of Advanced Countries, Wolters Kluwer, 1992.
- (en) Daniele Archibugi et Jonathan Michie (préf. Richard Nelson), Technology, Globalisation and Economic Performance, Cambridge University Press, 1997.
- (en) Daniele Archibugi et Jonathan Michie (préf. Nathan Rosenberg), Trade, Growth and Technical Change, Cambridge University Press, 1998.
- (en) Daniele Archibugi et Jonathan Michie (préf. Christopher Freeman), Innovation Policy in a Global Economy, Cambridge University Press, 1999.
- (en) Daniele Archibugi et Bengt-Åke Lundvall, The Globalising Learning Economy, Oxford University Press, 2001.
- (en) Daniele Archibugi et Andrea Filippetti, Innovation and Economic Crises. Lessons and Prospects from the Economic Downturn, Routledge, 2011 (ISBN 978-0-415-60228-0).
- (en) Daniele Archibugi et Andrea Filippetti, The Handbook of Global Science, Technology and Innovation, Wiley, 2015 (ISBN 978-1-118-73906-8).

### Publications en français
- « Les Nations unies en quête de démocratie », Transeuropéennes, no 8 « La paix guerrière »,‎ 1996, p. 63-70.
- « Les démocraties ne se font pas la guerre », Transeuropéennes, no 10 « Mouvements de rue 1996-1997 »,‎ 1997, p. 113-116.
- « Les Nations unies : un agenda de démocratisation mondiale », dans Boutros Boutros-Ghali, Paix, développement, démocratie. Trois agendas pour gérer la planète (avec Sveva Balduini et Marco Donati), Paris, Ed. Pedone, 2002, 205-223 p.
- « La démocratie cosmopolitique et ses critiques : une analyse », Raison publique, no 8 « La justice environnementale »,‎ 2008, p. 111-149.
- La Démocratie cosmopolitique. Sur la voie d'une démocratie mondiale, Paris, Éditions du Cerf, 2009 (ISBN 978-2-204-08800-8).
- « Vers un projet cosmopolitique » (avec Seyla Benhabib), Cahiers philosophiques, no 122,‎ 2010, p. 115-127.
- « La démocratie cosmopolitique : acteurs et méthodes » (avec David Held), Cahiers philosophiques, no 128,‎ 2012, p. 9-29.
- « Droit des gens ou paix perpétuelle ? », dans Olivier de Frouville, Le cosmopolitisme juridique (avec Mariano Croce et Andrea Salvatore), Paris, Ed. Pedone, 2015, 71-97 p.